# Arthur Capel (1er baron Capel)
Pour les articles homonymes, voir Arthur Capel et Capel.
Arthur Capel (1604 – 9 mars 1649), 1er baron Capel de Hadham, fait partie du Long Parlement en 1640, et embrasse la cause de Charles Ier après lui avoir été un instant opposé.
Il forme dans la principauté de Galles et dans les provinces voisines une petite armée qui donne quelques embarras aux troupes du Parlement, et défend contre elles la ville de Colchester. Contraint de se rendre, il a la tête tranchée en 1649.
Son fils, nommé aussi Arthur, est créé comte d'Essex par Charles II en 1661, et Lord lieutenant d'Irlande en 1672.